# Botryobasidium olivaceum
Botryobasidium olivaceum é uma espécie de fungo pertencente à família Botryobasidiaceae.